# 김민종 6집 One + One
김민종 6집 One + One은 김민종의 6집 앨범으로 50만장 판매를 기념한 특별 한정판 앨범이다. 6집 오리지날 앨범 + 리믹스 트랙 + 동영상까지  두 장의 CD로 구성되었다. '아름다운 아픔','인연','착한사랑','방황'등의 시원한 댄스 리믹스버전, 그의 음악생활과 제작비하인드 스토리, 2000년 서울 첫 공연 공개등 놀라움으로 가득한 동영상 보너스까지... 조트리오, 그리고 솔로활동을 통해 음악적 실력을 보여주고있는 가수겸 작곡가 조규만이 작곡에 참여, 타이틀곡인 '왜'를 제공했다. 그외에도 조성모를 히트시킨 명작곡가 이경섭, 윤일상, 김도형, 신인수 등 한국을 대표하는 작곡가들이 함께 하였다.  또한 국제적인 스타 성룡, 서기 등을 뮤직비디오에 출연시켜 화제를 불러일으켰었다. 

## 트랙
CD 1
1. 아름다운 아픔
2. 왜
3. 그대 하나만
4. 용서
5. 야우 (夜雨)
6. 눈물
7. 너만은 아니길
8. 나를 보내야
9. 넌 모를거야
10. 방황
11. 고백
12. 다시는

CD 2
1~4번까지는 AUDIO, 5번 이후는 VIDEO이다.
1. 아름다운 아픔 (Trance Version)
2. 착한 사랑 (Club Mix)
3. 인연 (Euro Mix)
4. 방황 (Dance Mix)
5. INTRO
6. MUSIC VIDEO
7. VIDEO CLIP
8. CONCERT HIGH-LIGHT
9. SCREEN SAVER
10. HOMEPAGE (자동접속)